# 维达尔拉穆斯
维达尔拉穆斯是巴西圣卡塔琳娜州的一个市镇。总面积339.068平方公里，总人口5981人，人口密度17.6人/平方公里。